# 21581 Ernestoruiz
21581 Ernestoruiz è un asteroide della fascia principale. Scoperto nel 1998, presenta un'orbita caratterizzata da un semiasse maggiore pari a 3,0166862 UA e da un'eccentricità di 0,0450108, inclinata di 9,68724° rispetto all'eclittica.